# Encyrtus albitarsis
Encyrtus albitarsis är en stekelart som beskrevs av Zetterstedt 1838. Encyrtus albitarsis ingår i släktet Encyrtus och familjen sköldlussteklar. Arten är reproducerande i Sverige. Inga underarter finns listade i Catalogue of Life.